# Représentations diplomatiques en Belgique

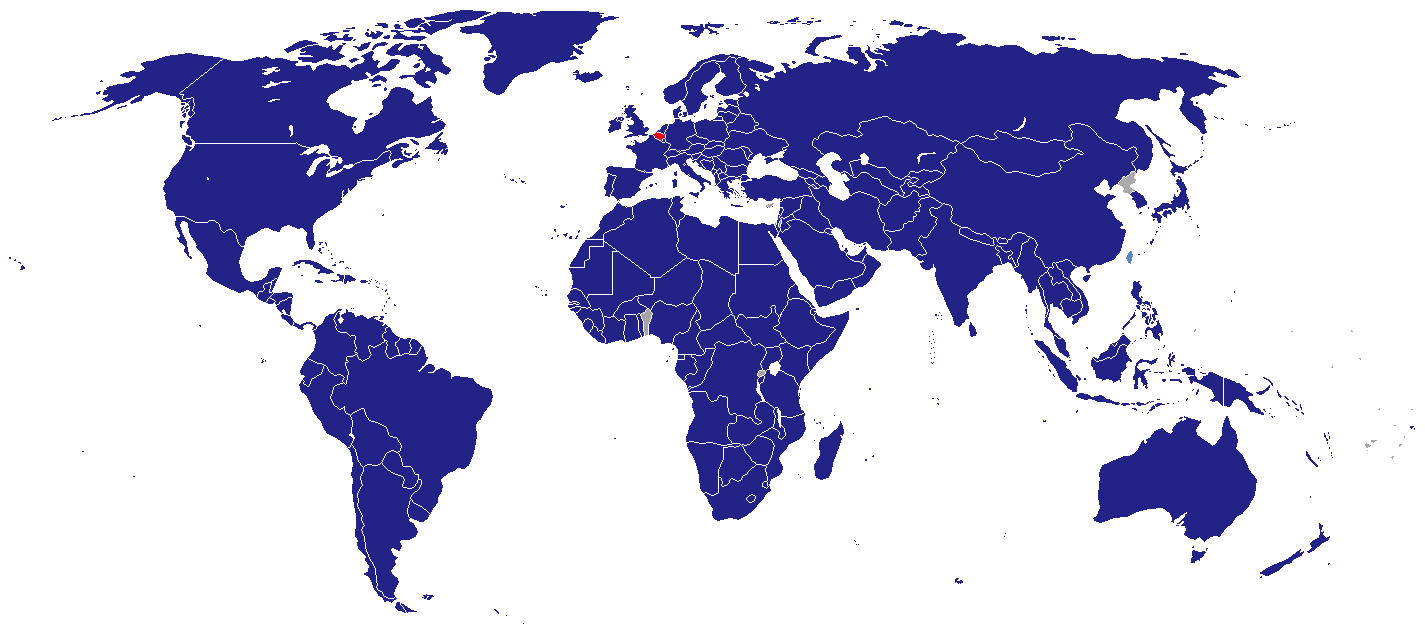
Carte des missions diplomatiques en Belgique

Les représentations diplomatiques en Belgique sont actuellement au nombre de 184. Il existe de nombreuses délégations et bureaux de représentations des organisations internationales et d'entités infranationales dans la capitale Bruxelles.

## Ambassades à Bruxelles
| - Afghanistan - Albanie - Algérie - Andorre - Angola - Argentine - Arménie - Australie - Autriche - Azerbaïdjan - Bahamas - Bahreïn - Bangladesh - Barbade - Biélorussie - Belize - Bénin - Bhoutan - Bolivie - Bosnie-Herzégovine - Botswana - Brésil - Brunei - Bulgarie - Burkina Faso - Burundi - Cambodge - Cameroun - Canada - Cap-Vert - République centrafricaine - Tchad - Chili - Chine - Colombie - Comores - République démocratique du Congo - République du Congo - Costa Rica - Croatie - Cuba - Tchéquie - Danemark - Djibouti - Dominique - République dominicaine | - Timor oriental - Équateur - Égypte - Eswatini - Salvador - Espagne - Guinée équatoriale - Érythrée - Estonie - Éthiopie - Fidji - Finlande - France - Gabon - Gambie - Géorgie - Allemagne - Ghana - Grenade - Grèce - Guatemala - Guinée - Guinée-Bissau - Guyana - Haïti - Vatican - Honduras - Hongrie - Islande - Inde - Indonésie - Iran - Irak - Irlande - Israël - Italie - Côte d'Ivoire - Jamaïque - Japon - Jordanie - Kazakhstan - Kenya - Koweït - Kirghizistan - Laos - Lettonie - Liban | - Lesotho - Liberia - Libye - Liechtenstein - Lituanie - Luxembourg - Madagascar - Malawi - Malaisie - Maldives - Mali - Malte - Mauritanie - Maurice - Mexique - Moldavie - Monaco - Mongolie - Monténégro - Maroc - Mozambique - Birmanie - Namibie - Népal - Pays-Bas - Nouvelle-Zélande - Nicaragua - Niger - Nigeria - Macédoine - Norvège - Oman - Pakistan - Palaos - Panama - Papouasie-Nouvelle-Guinée - Paraguay - Pérou - Philippines - Pologne - Portugal - Qatar - Roumanie - Russie - Rwanda - Saint-Christophe-et-Niévès - Sainte-Lucie | - Saint-Vincent-et-les-Grenadines - Samoa - Saint-Marin - Sao Tomé-et-Principe - Arabie saoudite - Sénégal - Serbie - Seychelles - Sierra Leone - Singapour - Slovaquie - Slovénie - Îles Salomon - Somalie - Afrique du Sud - Corée du Sud - Soudan du Sud - Espagne - Sri Lanka - Soudan - Suriname - Suisse - Syrie - Tadjikistan - Tanzanie - Thaïlande - Togo - Trinité-et-Tobago - Tunisie - Turquie - Turkménistan - Tuvalu - Ouganda - Ukraine - Émirats arabes unis - Royaume-Uni - États-Unis - Uruguay - Ouzbékistan - Vanuatu - Venezuela - Viêt Nam - Yémen - Zambie - Zimbabwe |